# Mark Black
Mark Black – amerykański zapaśnik w stylu klasycznym. Złoto na mistrzostwach panamerykańskich w 1992 i czwarty w 1990 roku. 